# Tijmen van Loon
Tijmen van Loon (* 20. März 2001 in Amstelveen) ist ein niederländischer Bahnradsportler, der sich auf die Kurzzeitdisziplinen spezialisiert hat.

## Sportlicher Werdegang
Als Tijmen van Loon zehn Jahre alt war, bekam er sein erstes Rennrad geschenkt; mit zwölf Jahren kam er zum ersten Mal mit dem Bahnradsport in Kontakt, um den Winter zu überbrücken. Schließlich entschied er sich für den Bahnradsport. Im Alter von 15 Jahren wechselte er in das Landesleistungszentrum in Papendal (Sportcentrum Papendal), mit 18 beendete er die Schule. Sein Plan ist, Politikwissenschaft in Nijmegen zu studieren.
2018 wurde van Loon niederländischer Junioren-Meister im Sprint. Bei den  Bahneuropameisterschaften der Junioren errang er 2019 mit Daan Kool und Gino Knies die Bronzemedaille im Teamsprint. 2021 wurde er niederländischer Meister der Elite im 1000-Meter-Zeitfahren. Im April 2022 belegte er beim Lauf des UCI Track Cycling Nations’ Cup in Glasgow mit Sam Ligtlee, Harrie Lavreysen und Roy van den Berg im Teamsprint Rang drei. 2023 und 2024 wurde er gemeinsam mit Harrie Lavreysen, Jeffrey Hoogland und Roy van den Berg Europameister im Teamsprint. Ende 2023 startete er in der Track Champions League.

## Erfolge
2018
- Niederländischer Junioren-Meister – Sprint

2019
- Junioren-Europameisterschaft – Teamsprint (mit Daan Kool und Gino Knies)

2021
- Niederländischer Meister – 1000-Meter-Zeitfahren

2022
- Europameister (U23) – Sprint
- Nations’ Cup in Milton – Teamsprint (mit Sam Ligtlee, Roy van den Berg und Jeffrey Hoogland)
- Niederländischer Meister – 1000-Meter-Zeitfahren

2023
- Europameister – Teamsprint (mit Harrie Lavreysen, Jeffrey Hoogland und Roy van den Berg)
- U23-Europameisterschaft – Sprint, Teamsprint (mit Daan Kool und Loris Leneman)
- U23-Europameisterschaft – Keirin

2024
- Europameister – Teamsprint (mit Harrie Lavreysen, Jeffrey Hoogland und Roy van den Berg)

2025
- Europameisterschaften – Teamsprint (mit Harrie Lavreysen und Loris Leneman)